# إدموند بارتليت
إدموند بارتليت (بالإنجليزية: Edmund Bartlett) هو سياسي جامايكي، ولد في 3 ديسمبر 1950 في جامايكا. حزبياً، نشط في حزب العمال الجامايكي.